# Imrich Šporka
Imrich Šporka (* 21. června 1941 Buštyno) je bývalý slovenský fotbalový obránce. Žije v Banské Bystrici.

## Hráčská kariéra
V československé lize hrál za Červenou hviezdu/Slovnaft Bratislava a Duklu Banská Bystrica, aniž by skóroval. Byl členem týmu, který dvakrát vyhrál Rappanův pohár (1962/63 a 1963/64).

### Prvoligová bilance
| Ročník          | Zápasy | Góly | Minuty | Klub                     |
| --------------- | ------ | ---- | ------ | ------------------------ |
| I. liga 1961/62 | 16     | 0    | 1 292  | TJ ČH Bratislava         |
| I. liga 1962/63 | 10     | 0    | 844    | TJ Slovnaft Bratislava   |
| I. liga 1963/64 | 4      | 0    | 341    | TJ Slovnaft Bratislava   |
| I. liga 1968/69 | 1      | 0    | 90     | AS Dukla Banská Bystrica |
| CELKEM I. LIGA  | 31     | 0    | 2 567  |                          |